# Георгиевский, Пётр Егорович
Пётр Его́рович Гео́ргиевский (1791—1852) — действительный статский советник, профессор латинской и русской словесности.

## Биография
Родился в 1791 году. Получил первоначальное воспитание в Калужской духовной семинарии. В 1811—1815 годах обучался в Педагогическом институте. После окончания курса был назначен в Царскосельский лицей и Благородный пансион при нём в качестве гувернёра и репетитора, учителя русского и латинского языков. Уже в следующем, 1816 году, он получил звание адъюнкта при профессоре русской и латинской словесности; с 1817 года — член конференции лицея.
В 1828 году Георгиевский был произведён в профессора, назначен на место Н. Ф. Кошанского.
В 1835—1837 годах он, одновременно, был членом хозяйственного правления в лицее. С 1836 года — член комитета при разборе лицейского архива; 22 января 1836 года произведён в статские советники. В 1837—1843 годы был исполняющим обязанности конференц-секретаря.
В 1844 году Георгиевский, когда кафедра латинской словесности была отделена от кафедры русской словесности, оставил за собой последнюю. Преподавал вплоть до своей смерти.
Одновременно, с 1835 года Георгиевский преподавал славянский язык и русскую словесность в четырёх старших классах Училища правоведения.
Георгиевским был написан учебник русской словесности «Руководство к изучению русской словесности» (СПб., 1835—1837, 4 ч.; 2-е изд. 1-й части — 1842).
Умер 16 (28) октября 1852 года и был похоронен на Смоленском кладбище в Санкт-Петербурге. Вместе с ним была его жена, Александра Ивановна, умершая 2 января 1880 года.
Их сыновья:
- Николай (1841? — 15.06.1876) — Тургайский вице-губернатор (1870—1876), действительный статский советник (с 16.04.1872)
- Дмитрий (01.12.1841[3]—?).